# Controcomposta
Controcomposta è un termine utilizzato in araldica per indicare una bordura composta quando questa circondi uno scudo fasciato con i colori delle fasce alternati con quelli degli scacchi della bordura.
Il termine si può impiegare anche se lo scudo è palato e sono i colori dei pali ad essere alternati con quelli della bordura.

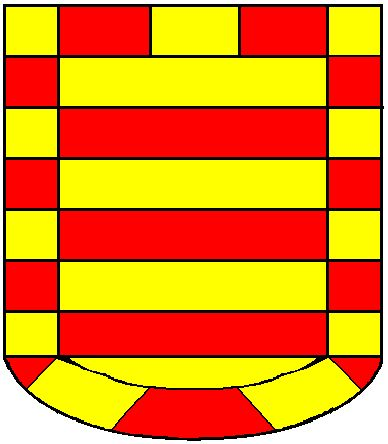
D'oro, a tre fasce di rosso, alla bordura contracomposta
Fasciato d'oro e di nero; con la bordura contracomposta del medesimo (Jean Sève)